# Monte Cimone (Apennin)

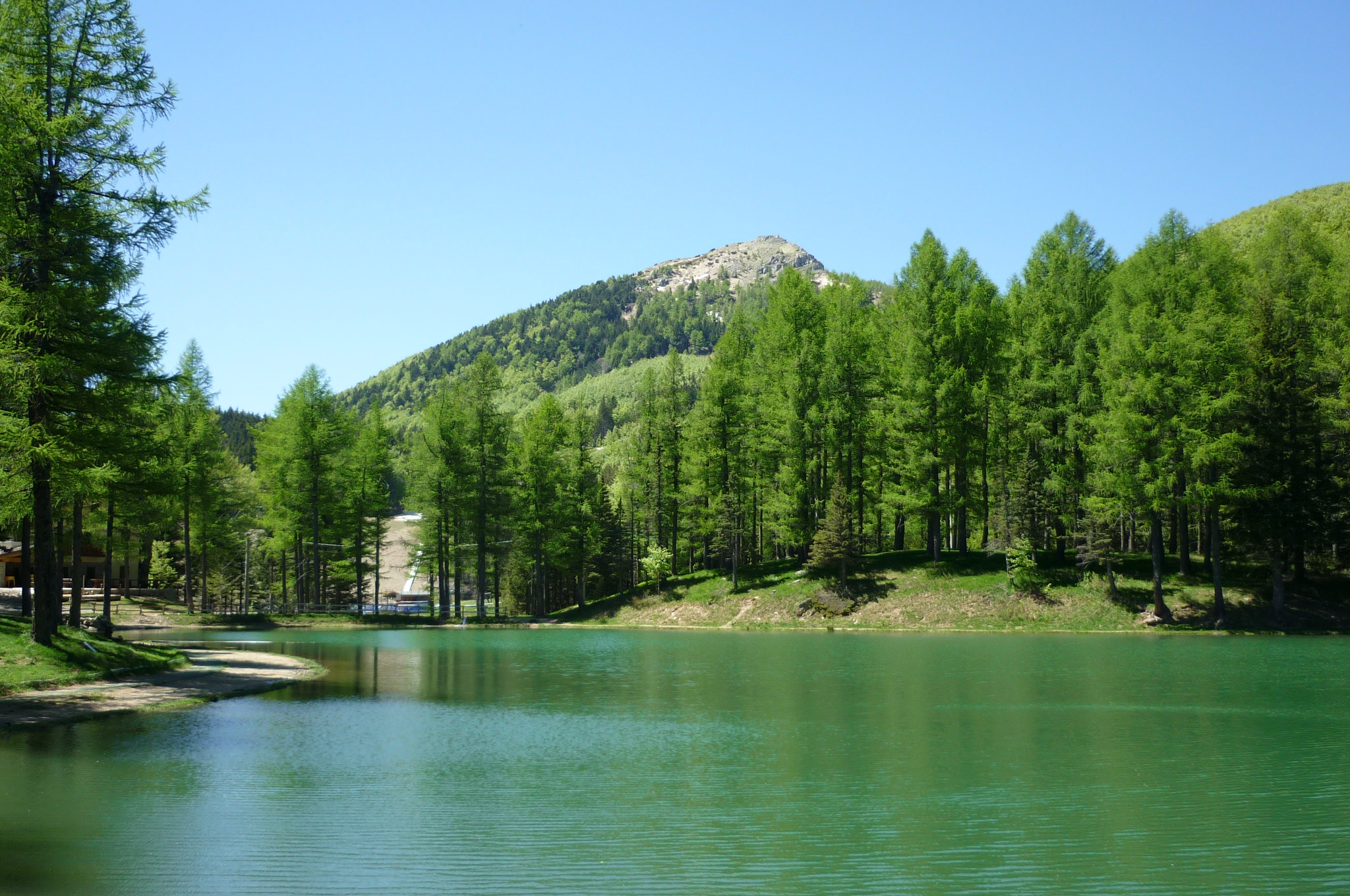
Der Nymphensee unterhalb des Monte Cimone

Der Monte Cimone (2165 m s.l.m.) ist der bekannteste Berg im nördlichen Apennin in der Region Emilia-Romagna. Er gehört zu den Gemeinden Fiumalbo, Séstola, Fanano und Riolunato in der Provinz Modena. Seine Form bildet ein charakteristisches Landschaftsbild im Apennin, der Berg ist sichtbar aus den Provinzen Modena, Reggio Emilia, Parma, Pistoia, Bologna und Ravenna. Während des Kalten Krieges war der Zugang zum Gipfel aus militärischen Gründen verboten. Auf dem Berg befinden sich Einrichtungen des italienischen Wetterdienstes.
Bei guter Sicht sieht man vom Gipfel die Alpen, die Adria, das Tyrrhenische Meer, den Monte Amiata, den Monte Argentario und die Inseln Elba, Korsika und Capraia. Am Berg liegt ein stark besuchtes Skigebiet, es gibt 31 Pisten mit einer Gesamtlänge von mehr als 50 km (die längste Strecke ist 3,6 km) und 26 Liftanlagen. Die Ski-Saison dauert in der Regel von Anfang Dezember bis Mitte April. Eine Standseilbahn verbindet den Passo del Lupo (erreichbar mit dem Auto) mit dem Pian Cavallaro, von dem aus man den Gipfel in etwa einer Stunde erreichen kann. Am nordöstlichen Berghang befindet sich der „Lago della Ninfa“ (dt. Nymphensee). Ein günstiger Ausgangspunkt zum Erreichen des Berges ist Sestola (1020 m s.l.m.).